# Olympia (album, Bryan Ferry)
Olympia je studiové album britského zpěváka Bryana Ferryho, vydané v říjnu 2010 u vydavatelství Virgin Records. Produkoval jej Ferry spolu s Rhettem Daviesem a jde o jeho první album složené z vlastních písní od roku 2002, kdy vydal Frantic. I na tomto albu jsou však dvě coververze, „Song to the Siren“ od písničkáře Tima Buckleyho a „No Face, No Name, No Number“ od skupiny Traffic. Na albu se podílela řada hostů, mezi nimiž byli například jeho spoluhráči ze skupiny Roxy Music (Brian Eno, Phil Manzanera a Andy Mackay), baskytarista Flea ze skupiny Red Hot Chili Peppers, kytarista David Gilmour z Pink Floyd nebo Jonny Greenwood z Radiohead a další. Na obalu alba je modelka Kate Moss.

## Seznam skladeb
| Pořadí | Název                       | Autor                           | Délka |
| ------ | --------------------------- | ------------------------------- | ----- |
| 1.     | You Can Dance               | Ferry, David A. Stewart         | 4:29  |
| 2.     | Alphaville                  | Ferry, Stewart                  | 4:25  |
| 3.     | Heartache by Numbers        | Ferry, Scissor Sisters          | 4:56  |
| 4.     | Me Oh My                    | Ferry                           | 4:40  |
| 5.     | Shameless                   | Ferry, Andy Cato, Groove Armada | 4:36  |
| 6.     | Song to the Siren           | Tim Buckley, Larry Beckett      | 5:56  |
| 7.     | No Face, No Name, No Number | Jim Capaldi, Steve Winwood      | 4:40  |
| 8.     | BF Bass (Ode to Olympia)    | Ferry, Phil Manzanera           | 4:09  |
| 9.     | Reason or Rhyme             | Ferry                           | 6:52  |
| 10.    | Tender Is the Night         | Ferry, Stewart                  | 4:35  |

## Obsazení
- Bryan Ferry – klávesy, klavír, zpěv
- Andy Cato – baskytara
- Emilyn Dolan Davies – bicí
- Brian Eno – syntezátory
- Merlin Ferry – kytara
- Tara Ferry – bicí
- Flea – baskytara
- David Gilmour – kytara
- Colin Good – klávesy, syntezátory
- Jonny Greenwood – kytara
- Neil Hubbard – kytara
- Andy Mackay – hoboj
- Phil Manzanera – kytara
- Marcus Miller – baskytara
- Perry Montague-Mason – housle
- Gary Mounfield – baskytara
- Andy Newmark – bicí
- Steve Nieve – klavír
- Anthony Pleeth – violoncello
- Frank Ricotti – perkuse
- Nile Rodgers – kytara
- Emlyn Singleton – housle
- Chris Spedding – kytara
- Dave Stewart – kytara
- Oliver Thompson – kytara
- Vicci Wardman – viola
- David Williams – kytara